# Pithecophaga
Pithecophaga is een monotypisch geslacht van vogels uit de familie van de havikachtigen (Accipitridae). De wetenschappelijke naam van het geslacht is voor het eerst geldig gepubliceerd in 1896 door William Robert Ogilvie-Grant. De enige soort:
- Pithecophaga jefferyi – Apenarend